# Tamba fulvivenis
Tamba fulvivenis là một loài bướm đêm trong họ Noctuidae.